# Boiga dightoni
Espèce
Synonymes
- Dipsas dightoni Boulenger, 1894

Statut de conservation UICN

 DD  : Données insuffisantes
Boiga dightoni  est une espèce de serpents de la famille des Colubridae.

## Répartition
Cette espèce est endémique de l'État du Kerala en Inde.

## Étymologie
Son nom d'espèce lui a été donné en l'honneur de M. S. Dighton qui a trouvé le spécimen analysé à Pirmaad à environ 1 100 m d'altitude.

## Description
Le spécimen, une femelle, décrit par Boulenger mesurait 110 cm dont une queue de 22 cm. Son dos était roux clair avec quelques taches rose saumon. Sa tête était brun clair avec de petites taches noirâtres. Son ventre était jaunâtre tacheté de brun et teinté de rose saumon à ces extrémités.

## Publication originale
- Boulenger, 1894 : Description of a new snake found in Travancore, by Mr. S. Dighton. Pirmaad. Journal of the Bombay Natural History Society, vol. 8, p. 528 (texte intégral).